# Йиеська сільська рада
Йи́еська сільська рада (ест. Jõe külanõukogu, рос. Йыэский сельский совет) — сільська рада в Естонській РСР, адміністративно-територіальна одиниця в складі повіту Тартумаа (1945—1950) та Калластеського району (1950—1954).

## Населені пункти
Сільській раді підпорядковувалися села: Нива (Nõva), Вейа (Veia), Оя (Oja), Коґрі (Kogri), Вяльяотса (Väljaotsa), Мякасте (Mäkaste), Луйґеметса (Luigemetsa).

## Історія
13 вересня 1945 року на території волості Пала в Тартуському повіті утворена Йиеська сільська рада з центром у селі Нива. Головою сільської ради обраний Карл Салу (Karl Salu), секретарем — Йоганнес Уусен (Johannes Uusen).
26 вересня 1950 року, після скасування в Естонській РСР повітового та волосного поділу, сільська рада ввійшла до складу новоутвореного Калластеського сільського району.
17 червня 1954 року в процесі укрупнення сільських рад Естонської РСР Йиеська сільська рада ліквідована. Її територія склала південну частину Паласької сільської ради.